# Новокраснянский сельский совет
Новокраснянский сельский совет (укр. Новокраснянська сільська рада) — входит в состав
Кременского района
Луганской области
Украины.

## Населённые пункты совета
- с. Новокраснянка
- с. Пшеничное
- с. Суровцевка

## Адрес сельсовета
92923, Луганська обл., Кремінський р-н, с. Новокраснянка, вул. Леніна, 85а; тел. 9-54-16 (укр.)